# Rain (Madonna-Lied)
Rain ist ein Popsong von Madonna. Das Lied wurde am 11. Oktober 1992 als fünfte Single, als vierte in Nordamerika aus ihrem Album Erotica ausgekoppelt.

## Geschichte
Rain wurde von Madonna und Shep Pettibone geschrieben und produziert. Der Liedtext vergleicht Regen mit dem stärkenden und reinigenden Effekt der Liebe, er könne auch Schmerzen hinwegwaschen. Auch gibt es – wie bei vielen anderen Songs auf Erotica – sexuelle Bedeutungsmöglichkeiten.

## Erfolg

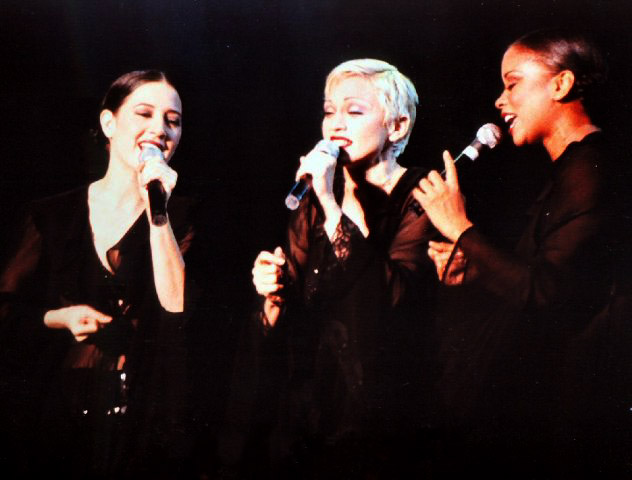
Madonna und ihre Backgroundsängerinnen singen Rain während der The Girlie Show World Tour 1993.

Rain erreichte Platz 7 in Großbritannien, Platz 14 in den USA und Platz 26 in Deutschland. Das Lied wurde auf Madonnas The Girlie Show World Tour 1993 erstmals verwendet. Es wurde als vierter Song auf den Konzerten gespielt, unmittelbar hinter Vogue. In der Bridge des Songs wurde ein Fragment des Motown-Klassikers Just My Imagination (Running Away with Me) von The Temptations verwendet. Jon Pareles von der New York Times schrieb dazu: “On stage, the music isn’t so resolutely contemporary. With a live band, directed by Jai Winding on keyboards, the music looks back to Motown (quoting ‘Just My Imagination’ in ‘Rain’), girl groups and James Brown”.

## Musikvideo
Das Musikvideo von Mark Romanek zu Rain erhielt mehrere Preise (so z. B. den MTV Video Music Award).